# 鉄穴流し

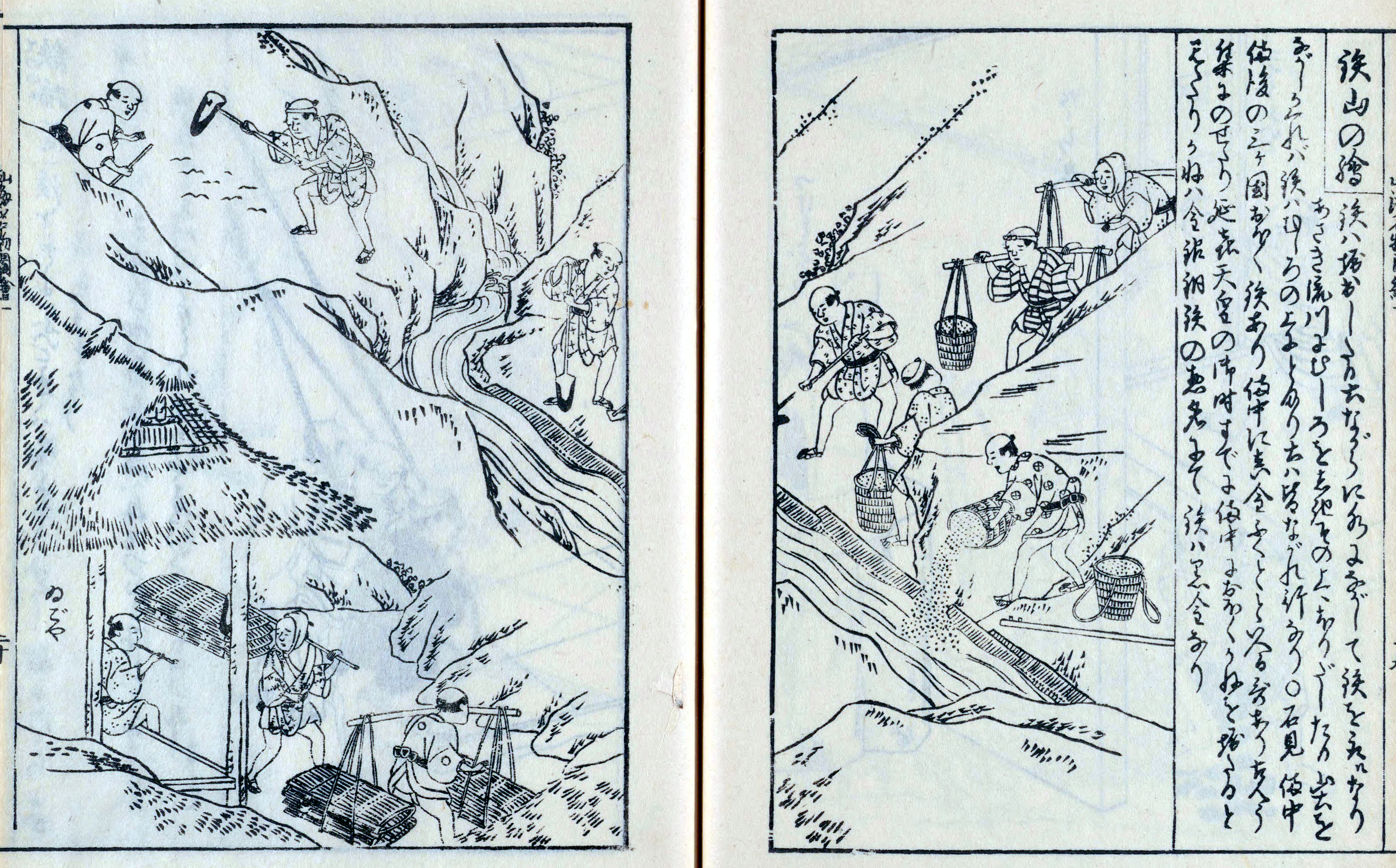
『日本山海名物図会』長谷川光信画

鉄穴流し（かんなながし）とは、江戸時代に中国山陰地方で大規模に行われた砂鉄の採集方法である。岩石や土に混じった砂鉄を川や水路の流れの破砕力を利用して土砂と分離させ、比重差によって砂鉄のみを取り出す。採り出された砂鉄は主にたたら製鉄の製鉄原料に用いられた。

## 歴史
縄文時代末期頃に日本列島に大陸から鉄器がもたらされ、弥生時代の初めには鉄素材を輸入に頼りながらも日本国内で鉄器に加工をするようになった。やがて、弥生時代の後期ともなると日本国内で製鉄するようになり、古墳時代後期には本格的に国内で製鉄するようになった。一方、製鉄の原料にも変化があり、国内製鉄開始初期は主な原料は鉄鉱石であったが、徐々に砂鉄を加えるようになり、やがて砂鉄が主原料となった。これは後に中国山地で盛んにおこなわれるたたら製鉄の興りである。たたら製鉄による製鉄が始まると同時に砂鉄の需要も高まっていく。採集方法は、江戸宝暦年間以前までは砂鉄を含む花崗岩が風化し、その岩石中から直接採取する山砂鉄と、土砂と一緒に河川に流れ込み、自然に土砂と砂鉄が分離し川床などに堆積した川砂鉄、さらに海に押し流されて波によって更に砂鉄と土砂とが分離され海浜に打ち上げられて堆積する浜砂鉄の3種の砂鉄を地道に採集していたが、江戸宝暦年間以降より、大規模な大だたらによる製鉄で砂鉄需要が追い付かなくなり、より効率的な砂鉄採集方法である「鉄穴流し」が行われるようになった。元々日本最大の鉄生産地帯で、たたら製鉄が盛んだった中国山陰地方では、同時に砂鉄の採集も盛んであり、今でも斐伊川流域には多くの「鉄穴流し」の遺跡が残っている。この「鉄穴流し」は昭和中期まで続けられた。

## 鉄穴流しによる砂鉄採集方法
鉄穴流しは山中に含まれる山砂鉄を効率よく採集する方法として宝暦年間からおこなわれた。鉄穴流しは大きく分けて「採集」と「洗鉄」という2つのプロセスを経ることで砂鉄の純度を上げた後に収集する。まず、適当な地質の山を選び、その付近に水路を引く。そして花崗岩などの風化した、砂鉄を多く含む岩石を切り崩し、引いておいた水路に切り崩した岩石を流し込む。砂鉄を多く含む岩石は水路を流れるうちに破砕され、土砂と砂鉄に分離し洗場に流される。洗場では、一時、砂溜りに破砕された岩石を堆積し、順次、大池、中池、乙池、洗樋と下流に流していく。その際、各池では水を加えてかき混ぜ軽い土砂を比重の差で砂鉄と分ける。この方法を比重選鉱法という。このような比重選鉱法を用いながら下流へ破砕物を流し、砂鉄と土砂を分離し砂鉄純度を高めながら下流に流していくことで、最終的には80%以上の砂鉄純度になる。これが鉄穴流しのプロセスである。

## 鉄穴流しによる影響
鉄穴流しによる砂鉄採集方法は悪影響と良い影響との二つをもたらす。まず、悪影響は鉄穴流しによって河川下流域に大量の土砂が流出してしまうことである。これによって、下流域の農業灌漑用水に悪影響を与えてしまう。そのため、一時期は禁止になっていたものの、鉄山で働く労働者の強い要請や藩財政を安定させるためにも復活される。その悪影響の解決方法は、鉄穴流しをおこなう期間は農閑期である秋から春までと定めることであった。この解決策は農閑期における農民の臨時的な仕事となり、良い収入源となった。良き影響は、鉄穴流しの水路、池跡地や、河川下流域は流出する大量の土砂によって堆積し平地となることである。その平地は田畑として耕地され、たたら集団の食糧を補った。現在、中国山地で棚田として残っている多くのものは、この影響によって耕地されたものである。
砂鉄が埋蔵されていそうな場所や鉄穴流しの経路を掘り崩す時、墓地や祠、神木などがある土地は避けられた。こうして残った丘は地元では「鉄穴残丘（ざんきゅう）」と呼ばれ、上記の棚田や段々畑とともに独特の景観を成している。

## 過去に鉄穴流しが行われていた主な河川流域
- 斐伊川流域（島根県）
- 飯梨川流域（島根県）
- 神戸川上流（島根県）
- 日野川流域（鳥取県）
- 法勝寺川流域（鳥取県）